# Landal
Landal é uma povoação portuguesa sede da Freguesia de Landal do Município de Caldas da Rainha, e da região Oeste, freguesia com 10,21 km² de área e 938 habitantes (censo de 2021), tendo, por isso, uma densidade populacional de 91,9 hab./km².
Além da sede, algumas das aldeias da freguesia são Santa Suzana, Rostos, Amiais e Casais da Serra, sendo esta última a maior de todas.
A produção avícola é uma das principais atividades económicas do Landal, bem como a produção de pera rocha. Um pouco por toda a freguesia existem unidades de produção e matadouros de frangos e codornizes. De facto, 80% da produção nacional de codornizes é feita na freguesia do Landal, de onde saem por semana em média 80 mil exemplares.

## Demografia
A população registada nos censos foi:
| Distribuição da População por Grupos Etários | Distribuição da População por Grupos Etários | Distribuição da População por Grupos Etários | Distribuição da População por Grupos Etários | Distribuição da População por Grupos Etários |
| -------------------------------------------- | -------------------------------------------- | -------------------------------------------- | -------------------------------------------- | -------------------------------------------- |
| Ano                                          | 0-14 Anos                                    | 15-24 Anos                                   | 25-64 Anos                                   | > 65 Anos                                    |
| 2001                                         | 177                                          | 138                                          | 583                                          | 246                                          |
| 2011                                         | 137                                          | 117                                          | 539                                          | 258                                          |
| 2021                                         | 112                                          | 95                                           | 483                                          | 248                                          |

Nota: Nos censos de 1864 a 1890 pertencia ao concelho de Óbidos.

## Associações e Clubes
- Clube Federados (atualmente): G.D. Landal - Futsal e Ciclismo:

- Associações e Coletividades: A.R.C.D. dos Casais da Serra e G.D. de Santa Suzana

- Organizações de Utilidade Publica: CDCL-Centro Desenvolvimento Comunitário do Landal (IPSS) www.centrolandal.com